# كام بانكس
كام بانكس (بالإنجليزية: Cam Banks)‏ هو محرر نيوزيلندي، ولد في 1971 في أوكلاند في نيوزيلندا.